# Divisionsgruppe
Als Divisionsgruppe wurden im Zweiten Weltkrieg provisorische Kampfverbände des deutschen Heeres bezeichnet. Sie hatten etwa Regimentsstärke.

## Aufstellung
Ab 1943 wurden die hohen Verluste der Infanterie an der Ostfront nur noch mangelhaft ersetzt. Obwohl die Personalstärke der Wehrmacht beständig wuchs, wurden die jungen Rekruten meist für Neuaufstellungen und den Ersatz der Panzertruppen verwendet. Dies führte dazu, dass das Verhältnis von kämpfenden Truppen zu den Versorgungsdiensten in vielen Infanterie-Divisionen nicht mehr stimmte. Am 2. November 1943 wurden deswegen erstmals „ausgebrannte“ Divisionen aufgelöst und die Truppen der Infanterie zu Divisionsgruppen zusammengelegt. Eine Divisionsgruppe hatte die Stärke und Gliederung eines Infanterie- (bzw. Grenadier-)Regiments, behielt jedoch die Nummer der Division oder wurden nach dem Kommandeur benannt.
Die drei Bataillone der Divisionsgruppen wurden als Regimentsgruppen mit den alten Nummern bezeichnet, um auch hier die Tradition fortzuführen. Meistens wurden drei Divisionsgruppen mit einem Artillerie-Regiment und Hilfstruppen zu einer sogenannten Korpsabteilung zusammengefasst (welche quasi eine Division war).

## Aufstellungsbeispiele
- Am 2. November 1943 wurde die 113. Infanterie-Division im Mittelabschnitt der Ostfront aufgelöst. Während der Divisionsstab und Teile der Rückwärtigen Dienste für Neuaufstellungen in Frankreich verwendet wurden, bildeten die Infanterieregimenter jeweils ein Bataillon (Regimentsgruppe) der Divisionsgruppe 113 in der 337. Infanterie-Division.
- Im Juli 1944 wurde die 337. Infanterie-Division bei Mogilew vernichtet. Reste bildeten die Divisionsgruppe 337 in der Korpsabteilung G. Diese wurde am 1. September 1944 dann umbenannt in 299. Infanterie-Division.

## Beispiele für Divisionsgruppen der Wehrmacht
- Divisionsgruppe Gaudecker
- Divisionsgruppe Hassenstein
- Divisionsgruppe Jahr
- Divisionsgruppe Krause
- Divisionsgruppe Kräutler
- Divisionsgruppe Rintelen
- Divisionsgruppe von Ledebur
- Divisionsgruppe Voigt
- Divisionsgruppe Innsbruck-Nord unter Hans Böhaimb
- Divisionsgruppe 112 von Anfang November 1943 bis Anfang Februar 1944 unter Hans-Joachim Fouquet, dann Hans Viebig
- Divisionsgruppe 251 von Anfang November 1943 bis April 1944 unter Eugen König
- Divisionsgruppe 255 von Anfang November 1943 bis März 1944 unter Christian Sonntag
- Divisionsgruppe 256 unter Albrecht Wüstenhagen